# Ethemon basirufum
Ethemon basirufum là một loài bọ cánh cứng trong họ Cerambycidae.